# Medfield (Massachusetts)
Medfield ist eine Kleinstadt im Norfolk County des Bundesstaats Massachusetts in den Vereinigten Staaten.
Das U.S. Census Bureau hat bei der Volkszählung 2020 eine Einwohnerzahl von 12.799 ermittelt.
Medfield ist Teil der Metropolregion Greater Boston. 

## Geschichte
Das Gebiet, das Medfield heute einnimmt, war zur Zeit der Kolonisierung von Neponset-Indianern besiedelt. Nachdem die Engländer das Land der amerikanischen Ureinwohner gewaltsam an sich gerissen und eine Vielzahl von Krankheiten unter ihnen verbreitet hatten, wurde es in den späten 1620er Jahren offenbar von dem Neponset-Anführer Chickatabot an William Pynchon verkauft. Im Jahr 1633 starb Chickatabot jedoch bei einer Pockenepidemie, die die nahe gelegenen indigenen Gemeinschaften betraf. Da Chickatabot und Pynchon keinen schriftlichen Vertrag hinterließen, befahl der Massachusetts General Court jenen Indianern, die anwesend waren, als Chickatabot Land an Mr. Pynchon verkaufte, oder die wissen, wo es sich befand, die Grenzen davon festzulegen. Fünfzig Jahre später erhob Chickatabots Enkel Josias Wampatuck einen Landanspruch gegen Medfield und die anderen Städte, die innerhalb der Grenzen des Chickatabot-Kaufs entstanden waren, und erhielt dafür eine Zahlung. Von diesen Ländereien war Dedham die erste Stadt, die gegründet wurde.
Dedham wurde 1636 gegründet, und Medfield (New Dedham) wurde erstmals 1649 besiedelt, hauptsächlich von Menschen, die aus der früheren Stadt umgesiedelt wurden. Die ersten 13 Hausgrundstücke wurden am 19. Juni 1650 angelegt. Im Mai 1651 wurde die Stadt durch einen Akt des General Court als 43. Stadt in Massachusetts gegründet.
Rev. Ralph Wheelock gilt als der Gründer von Medfield. Er war der erste Schulmeister der 1655 gegründeten Schule der Stadt, und heute ist eine Grundschule nach ihm benannt.
Die Hälfte der Stadt (32 Häuser, zwei Mühlen, viele Scheunen und andere Gebäude) wurde während des King Philip’s War 1675 von amerikanischen Ureinwohnern zerstört. Ein Haus, bekannt als das Peak House, wurde im Krieg niedergebrannt, aber kurz darauf in der Nähe der Innenstadt von Medfield wieder aufgebaut.
Die Grenzen der Stadt erstreckten sich ursprünglich auf das heutige Medway und Millis. Im Jahr 1713 wurde die Stadt geteilt, wobei der Abschnitt westlich des Charles River zur neuen Stadt Medway wurde.

## Demografie
Laut einer Schätzung von 2019 leben in Medfield 12.955 Menschen. Die Bevölkerung teilt sich im selben Jahr auf in 93,1 % Weiße, 0,9 % Afroamerikaner, 4,8 % Asiaten und 1,3 % mit zwei oder mehr Ethnizitäten. Hispanics oder Latinos aller Ethnien machten 2,0 % der Bevölkerung aus. Das mittlere Haushaltseinkommen lag bei 160.963 US-Dollar und die Armutsquote bei 3,2 %.

## Söhne und Töchter
- Hannah Adams (1755–1831), Schriftstellerin
- Lowell Mason (1792–1872), Komponist und Musikpädagoge
- John Preston (1945–1994), Autor, Journalist und Essayist